# Kleingebiet Enying
Das Kleingebiet Enying (ungarisch Enyingi kistérség) war bis Ende 2012 eine ungarische Verwaltungseinheit (LAU 1) innerhalb des Komitats Fejér in Mitteltransdanubien. Im Zuge der Verwaltungsreform Anfang 2013 wurde es aufgeteilt, fünf Ortschaften wurden dem nachfolgenden Kreis Enying (ungarisch Enyingi járás) und vier Ortschaften dem Kreis Polgárdi (ungarisch Polgárdi járás) zugeordnet.
Im Kleingebiet Enying lebten zum Jahresende 2012 auf einer Fläche von 433,11 km² 20.844 Einwohner. Der Verwaltungssitz befand sich in der einzigen Stadt Enying.

## Ortschaften
Die folgenden 9 Ortschaften gehörten zum Kleingebiet Enying: Die Kursiv gesetzten Ortschaften sind Großgemeinden (ungarisch nagközség).
| Dég          | Enying          | Kisláng      |
| Lajoskomárom | Lepsény         | Mátyásdomb   |
| Mezőkomárom  | Mezőszentgyörgy | Szabadhídvég |